# 圣罗曼和圣克莱芒
圣罗曼和圣克莱芒（法語：Saint-Romain-et-Saint-Clément，法語發音：[sɛ̃ ʁɔmɛ̃ e sɛ̃ klemɑ̃]）是法国多尔多涅省的一个市镇，位于该省北部偏东，属于农特龙区。该市镇于1827年由原市镇圣罗曼（Saint-Romain）和圣克莱芒（Saint-Clément）合并而成。

## 地理
圣罗曼和圣克莱芒（45°25'26"N, 0°51'49"E）面积13.8 平方千米，位于法国新阿基坦大区多爾多涅省，该省份为法国西南部内陆省份，是法國本土面积第三大的省，大致对应佩里戈尔地区，北起顺时针与夏朗德省、上维埃纳省、科雷兹省、洛特省、洛特-加龙省、吉倫特省和滨海夏朗德省接壤。
与圣罗曼和圣克莱芒接壤的市镇（或旧市镇、城区）包括：圣若里德沙莱、沃纳克、圣马丹德弗雷桑雅、蒂维耶、科勒河畔圣让。

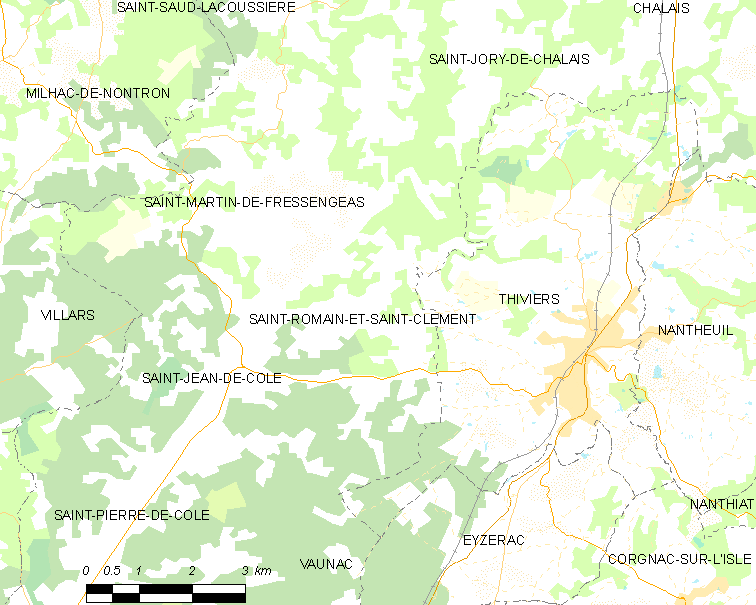
圣罗曼和圣克莱芒的OSM定位图

圣罗曼和圣克莱芒的时区为UTC+01:00、UTC+02:00（夏令时）。

## 行政
圣罗曼和圣克莱芒的邮政编码为24800，INSEE市镇编码为24496。

## 政治
圣罗曼和圣克莱芒所属的省级选区为蒂维耶县。

## 人口

1962-2008年间圣罗曼和圣克莱芒人口变化图示

圣罗曼和圣克莱芒于2022年1月1日时的人口数量为331人。